# Synallaxis hypospodia
Synallaxis hypospodia е вид птица от семейство Furnariidae.

## Разпространение
Видът е разпространен в Боливия, Бразилия, Парагвай и Перу.